# Inundație la Port-Marly
Inundație la Port-Marly este o serie de 4-7 picturi realizate de Alfred Sisley în 1872 și 1876. Una dintre ele se află în prezent la etajul 2 al Musée d'Orsay în secțiunea 32 (Monet-Renoir-Pissarro-Sisley). Expus în timpul celei de-a doua expoziții impresioniste, înainte de a se alătura colecției Adolphe Tavernier, a fost achiziționată de Franța prin legatul contelui Isaac de Camondo. O altă versiune a picturii face parte din colecțiile Muzeului de Arte Frumoase din Rouen. Pictată în Port-Marly, 2 versiuni ale picturii sunt reproduse la locul unde au fost create lor pe un traseu prin Țara Impresioniștilor.